# UTC+00:30
UTC+00:30 era una zona horària d'UTC amb 0 hores i 30 minuts d'avançament respecte de l'UTC.
Fou utilitzat per la casa reial britànica fins a l'any 1936. Es coneix també amb el nom d'horari Sandringham.
Va ser utilitzat també a Suïssa (Temps de Berna) fins a l'adopció de l'horari de l'Europa Central l'any 1894.